# Dhaluwala
Dhaluwala (hindi ढालवाला) – miasto w północnych Indiach w stanie Uttarakhand, na pogórzu Himalajów Małych.
Populacja miasta w 2001 roku wynosiła 11 206 mieszkańców.